# Tiliqua gigas
Tiliqua gigas là một loài thằn lằn trong họ Scincidae. Loài này được Schneider mô tả khoa học đầu tiên năm 1801.

## Hình ảnh

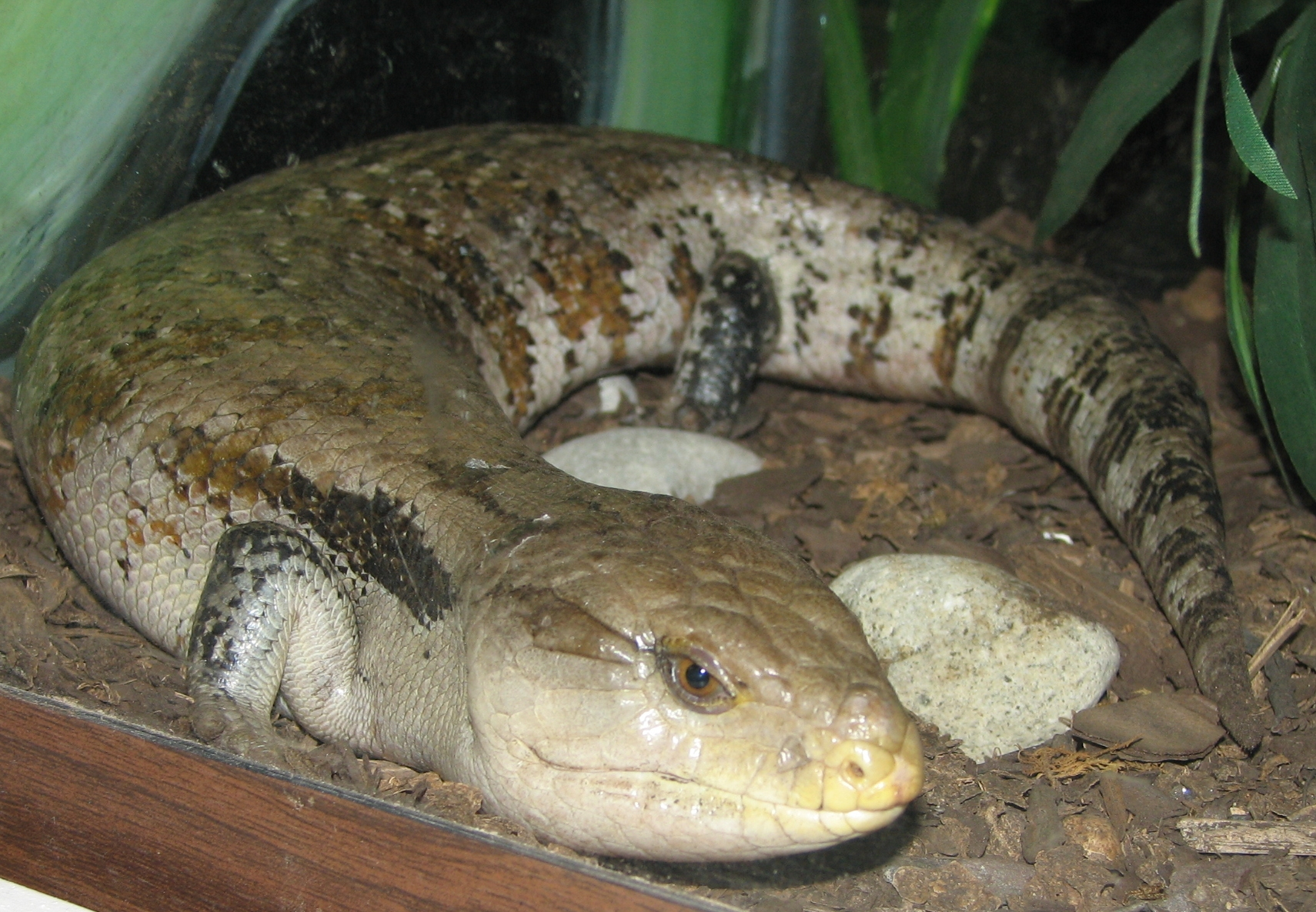
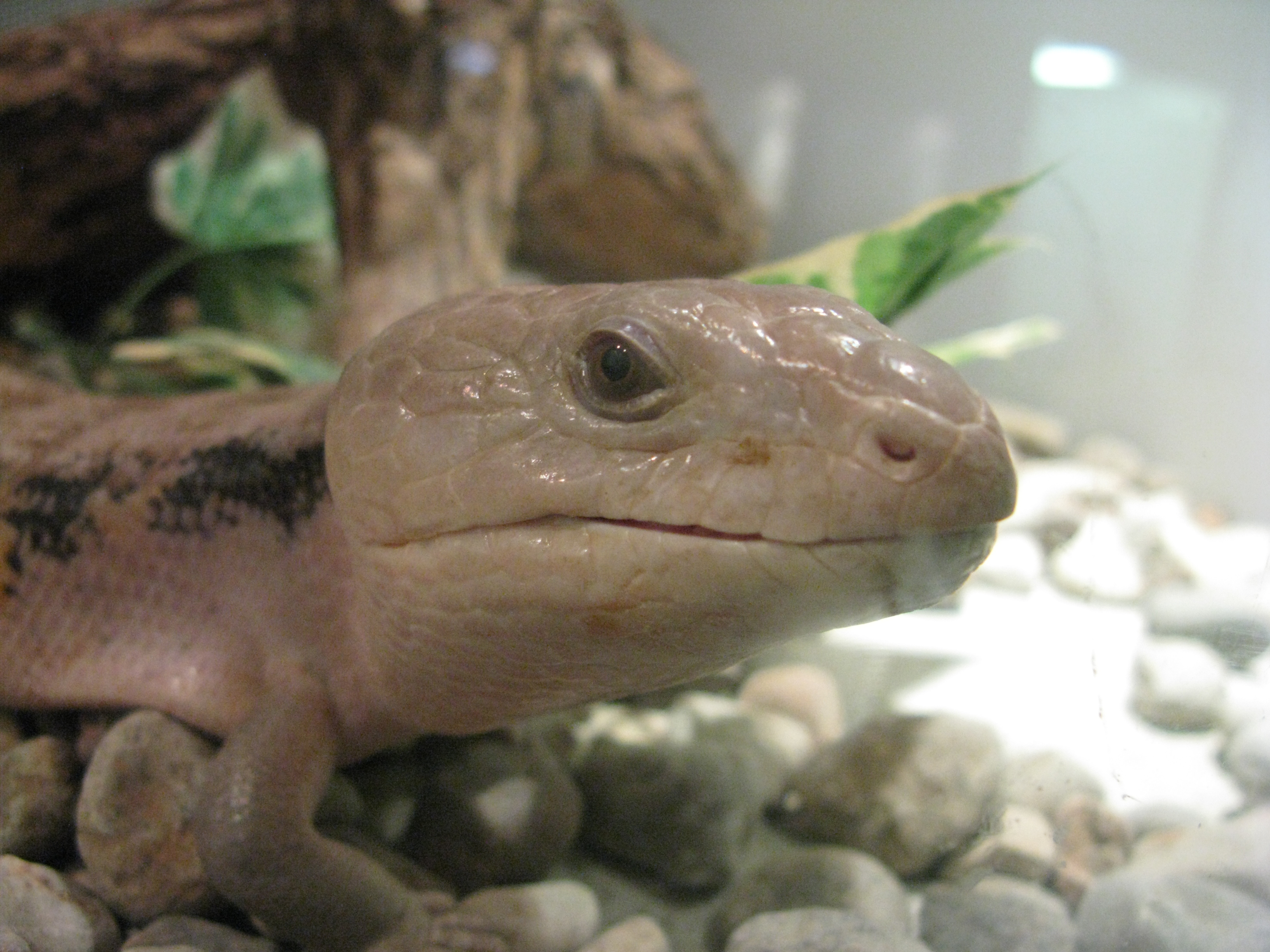